# Ляшко Денис Петрович
Денис Петрович Ляшко (нар. 4 жовтня 1980, Вугледар, Донецька область, УРСР) — український футболіст, півзахисник.

## Життєпис

### Ранні роки
Денис Ляшко народився 4 жовтня 1980 року в місті Вугледар Донецької області. Вихованець місцевої ДЮСШ, перші тренери — С.І. Малихін та М.М. Паносюк.

### Мерефа та Харків
Згодом перебрався до Харкова, де продовжив навчання в клубній академії «Металіста». У 1997 році підписав з харків'янами перший професіональний контракт, але через величезну конкуренцію не зміг зіграти за «Металіст» жодного офіційного поєдинку. Тому вже того ж року на правах оренди відправився до клубу «Авангард» (Мерефа). Дебютував за команду з Мерефи 16 березня 1997 року в нічийному (2:2) виїзному поєдинку 18-го туру групи Б другої ліги чемпіонату України проти новомосковського «Металурга». Денис вийшов на поле на 75-й хвилині, замінивши Владислава Долгополова. Напередодні початку сезону 1997/98 року «Авангард» став фарм-клубом харківського «Металіста» й вже під назвою «Металіст-2» (Харків) продовжив свої виступи в другій лізі. Ляшко продовжив свої виступи в оновленій команді, в складі якої дебютував 18 липня 1997 року в програному (0:3) виїзному поєдинку 1/128 фіналу кубку України проти донецького «Шахтаря-3». Денис вийшов на поле в стартовому складі, а на 41-й хвилині його замінив В'ячеслав Запояска. У другій лізі за «Металіст-2» дебютував 12 вересня 1997 року в програному (0:1) домашньому поєдинку 9-го туру групи «В» проти куп'янського «Осколу». Ляшко вийшов на поле на 66-й хвилині, змінивши Ігора Рахаєва. Дебютним голом у складі харківського клубу відзначився 30 вересня 2000 року на 62-й хвилині (реалізував пенальті) переможного (3:1) домашнього поєдинку 9-го туру групи «В» другої ліги чемпіонату України проти алчевської «Сталі-2». Денис вийшов на поле на 46-й хвилині, замінивши Андрія Перцухова. Протягом свого перебування в «Авангарді»/«Металісті-2» в чемпіонатах України зіграв 65 матчів та відзначився 2-ма голами, ще 3 поєдинки провів у кубку України.

### «Зоря» (Луганськ) та оренда в «Авангард» (Ровеньки)
У 2002 році він повернувся на рідну землю, де підписав контракт з луганською «Зорею», яка на той час виступала в другій лізі чемпіонату України. Дебютував у складі луганського клубу 24 березня 2002 року в переможному (3:2) домашньому поєдинку 18-го туру групи «В» проти маріупольського «Металурга-2». Ляшко вийшов у стартовому складі, а на 58-й хвилині його замінив Денис Євтіхов. Дебютним голом у футболці луганчан відзначився 28 липня 2002 року на 89-й хвилині переможного (3:0) домашнього поєдинку 1-го туру групи «В» другої ліги чемпіонату України проти донецького «Шахтаря-3». Ляшко вийшов на поле на 46-й хвилині, замінивши Андрія Шпака. За підсумками сезону 2002/03 років луганська «Зоря» стала переможницею Другої ліги та здобула путівку до Першої ліги. В цьому сезоні Денис був ключовим гравцем та відіграв важливу роль у цьому успіху луганчан. Проте в сезоні 2003/04 років місця в складі «Зорі» для Ляшка вже не знайшлося. Того року він виступав у складі клубу «Зоря-2», який виступав у чемпіонаті Луганської області (6 матчів, 4 голи). Протягом свого перебування в «Зорі» у чемпіонатах України зіграв 34 матчі та відзначився 6-ма голами (усі 6 голів Денис забив у «золотому» для луганчан сезоні 2002/03 років). Згодом відправився в піврічну оренду до друголігового «Авангарда» (Ровеньки). Дебютував за клуб з Ровеньків 16 серпня 2003 року в нічийному (1:1) домашньому поєдинку 3-го туру групи «В» другої ліги чемпіонату України проти запорізького «Металурга-2». Денис вийшов на поле в стартовому складі та відіграв увесь матч, а на 45+1-й хвилині відзначився дебютним голом за команду. У першій частині сезону 2003/04 років зіграв 9 матчів (2 голи) у футболці «Авангарду».

### Виступи в Казахстані та Польщі
У 2004 році переїхав до Казахстану, де підписав контракт з карагандинським «Шахтарем». Дебютував за карагандинський клуб 17 червня 2004 року в переможному (1:0) домашньому поєдинку 18-го туру казахської Суперліги проти «Жетису». Ляшко вийшов на поле на 21-й хвилині, замінивши Андрія Володіна. Єдиним голом у складі гірників відзначився 21 серпня 2004 року на 72-й хвилині переможного (2:0) домашнього поєдинку Суперліги проти «Ясси-Сайраму». Денис вийшов на поле на 67-й хвилині, замінивши Андрія Володіна. У складі «Шахтаря» в національному чемпіонаті зіграв 10 матчів (1 гол), ще 1 поєдинок провів у кубку Казахстану.
З 2006 по 2007 рік Ляшко виступав у Польщі. Спочатку захищав кольори клубу «Глінік-Карпатія», за який відзначився 6-ма голами, після чого перейшов до люблінського «Мотора», з яким здобув путівку до другої ліги. У складі люблінського клубу зіграв 32 матчі та відзначився 5-ма голами. 
Під час зимової перерви в сезоні 2007/08 років розірвав контракт з «Мотором» та підписав контракт з казахським «Кайсаром». Дебютував у футболці казахського клубу 15 березня 2008 року в переможному (1:0) домашньому поєдинку 2-го туру Прем'єр-ліги проти ФК «Атирау». Ляшко вийшов на поле на 80-й хвилині, замінивши Романа Пахолюка, а в компенсований час відзначився переможним для «Кайсара» голом. У футболці «Кайсару» у вищій лізі казахського чемпіонату зіграв 22 матчі (1 гол за «основу» та 1 гол за «дубль»), ще 2 поєдинки провів у кубку Казахстану.

### Повернення в Україну
Згодом повернувся в Україну. У 2013 році захищав кольори аматорського клубу ФК «Волноваха» (Волноваха).

## Стиль гри
Був відомий як дуже динамічний гравець (хоч часто й хаотичний), умів добре вкидати аути.

## Досягнення
- Друга ліга чемпіонату України
  -  Чемпіон (1): 2002/03